# Reprezentacja Węgier w piłce wodnej kobiet
Reprezentacja Węgier w piłce wodnej kobiet – zespół, biorący udział w imieniu Węgier w meczach i sportowych imprezach międzynarodowych w piłce wodnej, powoływany przez selekcjonera, w którym mogą występować wyłącznie zawodnicy posiadający obywatelstwo węgierskie. Za jej funkcjonowanie odpowiedzialny jest Węgierski Związek Piłki Wodnej (MVS), który jest członkiem Międzynarodowej Federacji Pływackiej.